# Khobotun elephantinus
Khobotun elephantinus — викопний вид сітчастокрилих комах родини сизирид (Sisyridae), що існував у крейдовому періоді. Комаху виявлено у бірманському бурштині.

## Етимологія
Назва Khobotun elephantinus є жартівливою — означає «Хоботун слоновий» і вказує на довгий хоботок комахи.